# Krisztián Horváth
Krisztián Horváth (Szeged, 27 september 1976) is een  Hongaars kunstenaar.
Al tijdens zijn gymnasium-periode kreeg hij privé-lessen in perspectief- en modeltekenen. Uitgeloot voor de Academie voor Beeldende Kunsten in Boedapest, volgde hij een jaar lang een leraren- opleiding tekenen en schilderen en een voorbereidend jaar aan de Academie. Toen hij voor de derde keer werd uitgeloot, reisde hij naar Nederland waar hem de mogelijkheid werd geboden verder te studeren. Hij voltooide de opleiding tot Bachelor of Fine Arts aan de AKI in Enschede en volgt nu de studie tot docent  CKV aan de Hogeschool voor de Kunsten Utrecht. Hij is tevens werkzaam als schilderijenrestaurator.
Horváth exposeerde onder meer in Enschede, Deventer en Gorssel en trok in het voorjaar van 2003 sterk de aandacht met zijn werk op de groepstentoonstelling Trekvogel-Artisten en Overblijvers. De Domburgse Tentoonstelling 2003, die van 13 april t/m 15 juni 2003 werd gehouden in het Marie Tak van Poortvliet Museum Domburg. De recensent van de Provinciale Zeeuwse Courant noemde hem bij die gelegenheid ‘de Mondriaan van deze tentoonstelling’.
Na een surrealistische, een impressionistische en een door de jugendstil beïnvloede periode, waarop hij zijn eigen stempel drukte, laat zijn werk van de laatste tijd de ontwikkeling tot een heel persoonlijke stijl zien. De kennismaking met de zee bij Domburg, het kustgebied van Walcheren en het Zeeuwse licht was een openbaring voor hem, die tot een steeds verder- gaande abstrahering lijkt te leiden, nu eens zeer subtiel, dan weer uitbarstend in een fel, schitterend kleurgebruik.
De kunstgalerie Die Lantscroene van Kristian Horvath in Deventer is geopend in de zomer van 2007. In dit historische pand is zijn atelier, de lesruimte en de koffie & theeschenkerij gevestigd. 